# Jan Frederik Helmers

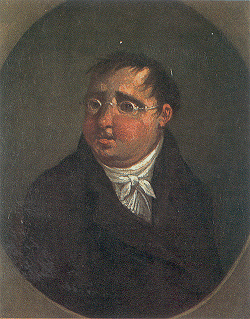
Jan Frederik Helmers.

Jan Frederik Helmers (7 de marzo de 1767 - 26 de febrero de 1813) fue un poeta holandés, nació en Ámsterdam.
Sus primeros poemas, "Noche" (1788) y "Sócrates" (1790), fueron de tónica muy sentimental, mientras que a partir de 1805 empezó a trazar un cambio brusco del objetivo de su obra en compañía de su cuñado, Loots Cornelis (1765-1834), con el objetivo de hacer despertar un sentimiento nacional mediante la poesía patriótica.
Las obras más destacadas de Frederik Helmer fueron "Poemas" (2 volúmenes, 1809-1810), pero principalmente "La Nación Holandesa" (1812), un poema compuesto de seis rimas que tuvo un gran éxito, principalmente, debido al fervor patriótico que destilaban sus rimas en un momento histórico clave por la opresión que sufría el país por parte de Francia.
Sus poemas fueron recogidos en 1815.